# Boško Šutalo
Boško Šutalo (Metković, 1 januari 2000) is een Kroatisch voetballer die bij voorkeur als centrale verdediger speelt. Hij tekende in juli 2024 voor Standard Luik.

## Clubcarrière
Šutalo speelde in de jeugd bij NK Neretva, RNK Split en NK Osijek. Hij speelde 28 competitiewedstrijden voor NK Osijek. In januari 2020 werd de Kroaat voor vier miljoen verkocht aan Atalanta Bergamo. Op 2 juli 2020 debuteerde hij in de Serie A tegen SSC Napoli.

## Clubstatistieken
| Seizoen | Club             | Land             | Competitie         | Competitie | Competitie | Beker | Beker | Supercup | Supercup | Europees | Europees | Totaal | Totaal |
| Seizoen | Club             | Land             | Competitie         | Wed.       | Dlp.       | Wed.  | Dlp.  | Wed.     | Dlp.     | Wed.     | Dlp.     | Wed.   | Dlp.   |
| ------- | ---------------- | ---------------- | ------------------ | ---------- | ---------- | ----- | ----- | -------- | -------- | -------- | -------- | ------ | ------ |
| 2018/19 | NK Osijek II     | Vlag van Kroatië | Prva NL            | 10         | 1          | —     | —     | —        | —        | —        | —        | 10     | 1      |
| 2018/19 | NK Osijek        | Vlag van Kroatië | 1. HNL             | 12         | 0          | 1     | 0     | —        | —        | 0        | 0        | 13     | 0      |
| 2019/20 | NK Osijek        | Vlag van Kroatië | 1. HNL             | 16         | 0          | 3     | 0     | —        | —        | 2        | 0        | 21     | 0      |
| 2019/20 | Atalanta Bergamo | Vlag van Italië  | Serie A            | 7          | 0          | 0     | 0     | —        | —        | 0        | 0        | 7      | 0      |
| 2020/21 | Atalanta Bergamo | Vlag van Italië  | Serie A            | 7          | 0          | 2     | 1     | —        | —        | 0        | 0        | 9      | 1      |
| 2021/22 | → Hellas Verona  | Vlag van Italië  | Serie A            | 24         | 0          | 1     | 0     | —        | —        | —        | —        | 25     | 0      |
| 2022/23 | Dinamo Zagreb    | Vlag van Kroatië | 1. HNL             | 4          | 1          | 0     | 0     | 0        | 0        | 4        | 0        | 8      | 1      |
| 2023/24 | Dinamo Zagreb    | Vlag van Kroatië | 1. HNL             | 10         | 0          | 3     | 0     | 0        | 0        | 6        | 0        | 19     | 0      |
| 2024/25 | Standard Luik    | Vlag van België  | Jupiler Pro League | 7          | 0          | 0     | 0     | —        | —        | —        | —        | 7      | 0      |
| Totaal  | Totaal           | Totaal           | Totaal             | 97         | 2          | 10    | 1     | 0        | 0        | 12       | 0        | 119    | 3      |